# Diego Ramon i Lluch
Diego Ramon i Lluch (Picassent, 11 de gener de 1948 - Algemesí, 30 d'octubre de 2006) fou un director coral, organista, compositor, musicòleg i pedagog musical valencià. Fou el fundador el 1971 de l'Schola Cantorum d'Algemesí. El seu camp de treball comprén la pedagogia, la música coral, les danses i la música tradicional.

## Biografia
Fou el menor de sis germans, i aviat quedà orfe de pare. Des de jove tingué un gran interés per viatjar i conéixer pertot arreu les danses tradicionals, el cant popular i els costums locals. Tot i ser castellanoparlant, s'interessà aviat pel català, llegint a Salvador Espriu i Vicent Andrés Estellés. Estudià solfeig, harmonia, piano i orgue al Conservatori Superior de València, així com filosofia i lletres a Salamanca. La seua inquietud per la pedagogia musical el portà a estudiar durant cinc anys al Kodály Institute de Kecskemét (Hongria).
Després d'haver visitat Algemesí durant les Festes de la Mare de Déu de la Salut, a finals dels anys 60, va decidir anar-hi a viure. S'hi va instal·lar l'any 1971 i va obtenir aviat la plaça d'organista de la parròquia de Sant Jaume. El mateix any fundà l'Schola Cantorum d'Algemesí, al si del qual desenvolupà una àmplia labor coral (amb el Cor Cabanilles, els Xiquets Cantors i més cors infantils), instrumental (orquestra de cambra i grup instrumental) i pedagògica, amb l'Institut Kodály d'Algemesí. Adaptà el mètode Kodály —originàriament pensat per a l'alfabetització musical a través de la música hongaresa— enfocant-lo a la música tradicional valenciana, i aviat creà escola. El seu mètode quedà plasmat en una sèrie de llibres, anomenats Música a l'escola, per als diferents cursos escolars dels 6 als 14 anys. Els seus deixebles escamparen el mètode en les classes de música de nombroses escoles valencianes.
Publicà també diferents col·leccions de cançons tradicionals, així com arranjaments corals a dues i més veus per a la iniciació coral dels xiquets i per a ampliar el repertori coral amb música tradicional. Convertí el Cor Cabanilles en un referent de la música coral valenciana, realitzant també gravacions en LP de música de Joan Baptista Cabanilles. L'any 2000 estrenà una versió en valencià del Messies de Händel, que ha esdevingut un Messies paricipatiu organitzat anualment pel Cor Cabanilles, però obert a la participació també d'altres cantants interessats. Des del 1981, fou professor de nombrosos cursos de direcció coral a Algemesí, Lleida, Panticosa, Conca i Madrid, entre d'altres.
Diego Ramon, que també era dolçainer, jugà un paper en la recuperació de l'instrument als anys 70. En aquell temps, resultava difícil trobar prou dolçainers per a les Festes de la Mare de Déu; el 1975 es creà l'Escola Provincial de Dolçaina, al càrrec de Joan Blasco, en bona part per a garantir la continuïtat de la Festa. Del 1977 al 1980, Diego Ramón es feu càrrec de l'escola (que esdevingué de titularitat municipal), i recopilà 100 cançons popular valencianes per a l'instrument esmentat. Per altra banda, des del 1982 l'Schola Cantorum s'involucrà en la recuperació de les danses del corpus d'Algemesí, on cada any hi participa l'alumnat.
Com a compositor, destaquen multitud d'arranjaments de cançons tradicionals per a cors infantils i mixtes, així com les Vespres de la Mare de Déu de la Salut - una pregària musical de 45 minuts que s'interpreta anualment en el marc de la Festa des de la seua estrena el 1997, cantant tota la parròquia junt amb el cor i l'orquestra de l'Schola Cantorum.

## Obra publicada
- Música a l'escola, 7 Volums, ed. Schola Cantorum d'Algemesí 1985-1999[8]
- Eixam: 332 cançons, amb l'àmbit de l'escala diatònica major, ordenades per a una progressió de l'aprenentatge musical dels xiquets, ed. Generalitat Valenciana 1990[9]
- Cant coral, Optativa ESO: 100 peces corals fàcils per a cors principiants (junt amb Josep Ramón Gil-Tàrrega i Carmina Moreno Llabata), ed. Generalitat Valenciana 1996[10]
- Cantafàcil, 20 cançons tradicionals per a 3 veus blanques harmonitzades per Diego Ramón i Lluch, ed. Schola Cantorum d'Algemesí 2000[11]
- Bicinia hispánica, ed. Schola Cantorum d'Algemesí 2005[12]